# Vòng loại Giải vô địch bóng đá thế giới 2018 – Khu vực châu Âu (Bảng A)
Vòng loại giải vô địch bóng đá thế giới 2018 khu vực châu Âu (Bảng A) là một trong 9 bảng của UEFA cho Vòng loại giải vô địch bóng đá thế giới 2018. Bảng A bao gồm 6 đội tuyển: Hà Lan, Pháp, Thụy Điển, Bulgaria, Belarus, và Luxembourg.
Lễ bốc thăm cho vòng 1 (vòng bảng) đã được tổ chức là một phần của bốc thăm vòng sơ loại Giải vô địch bóng đá thế giới 2018 vào ngày 25 tháng 7 năm 2015, bắt đầu lúc 18:00 MSK (UTC+3),tại Cung điện Konstantinovsky ở Strelna, Sankt Peterburg, Nga.
Các đội nhất bảng sẽ vượt qua vòng loại trực tiếp cho Giải vô địch bóng đá thế giới 2018. Trong số 9 đội nhì bảng, 8 đội xếp thứ hai tốt nhất sẽ giành quyền vào vòng play-off, nơi họ sẽ được rút thăm thành 4 trận đấu trên sân nhà và sân khách để xác định 4 đội khác vòng loại.

## Bảng xếp hạng
| Tiêu chí xếp hạng vòng loại Giải vô địch bóng đá thế giới 2018 |
| --- |
| Với thể thức sân nhà và sân khách, việc xếp hạng các đội trong mỗi bảng được dựa trên các tiêu chí sau đây (quy định các Điều 20.6 và 20.7): 1. Điểm số (3 điểm cho 1 trận thắng, 1 điểm cho 1 trận hòa, 0 điểm cho 1 trận thua) 2. Hiệu số bàn thắng thua 3. Số bàn thắng 4. Điểm số trong trận đấu giữa các đội 5. Hiệu số bàn thắng thua trong trận đấu giữa các đội 6. Số bàn thắng ghi được trong trận đấu giữa các đội 7. Số bàn thắng sân khách ghi được trong các trận đấu giữa các đội 8. Trận play-off trên sân trung lập (nếu được chấp thuận bởi FIFA), với hiệp phụ và đá sút luân lưu nếu cần |

| VT | Đội        | ST | T | H | B | BT | BB | HS  | Đ  | Giành quyền tham dự                        |     |     |     |     |     |     |     |
| -- | ---------- | -- | - | - | - | -- | -- | --- | -- | ------------------------------------------ | --- | --- | --- | --- | --- | --- | --- |
| 1  | Pháp       | 10 | 7 | 2 | 1 | 18 | 6  | +12 | 23 | Vượt qua vòng loại vào FIFA World Cup 2018 |     | —   | 2–1 | 4–0 | 4–1 | 0–0 | 2–1 |
| 2  | Thụy Điển  | 10 | 6 | 1 | 3 | 26 | 9  | +17 | 19 | Giành quyền vào vòng 2                     |     | 2–1 | —   | 1–1 | 3–0 | 8–0 | 4–0 |
| 3  | Hà Lan     | 10 | 6 | 1 | 3 | 21 | 12 | +9  | 19 |                                            |     | 0–1 | 2–0 | —   | 3–1 | 5–0 | 4–1 |
| 4  | Bulgaria   | 10 | 4 | 1 | 5 | 14 | 19 | −5  | 13 |                                            | 0–1 | 3–2 | 2–0 | —   | 4–3 | 1–0 |     |
| 5  | Luxembourg | 10 | 1 | 3 | 6 | 8  | 26 | −18 | 6  |                                            | 1–3 | 0–1 | 1–3 | 1–1 | —   | 1–0 |     |
| 6  | Belarus    | 10 | 1 | 2 | 7 | 6  | 21 | −15 | 5  |                                            | 0–0 | 0–4 | 1–3 | 2–1 | 1–1 | —   |     |

## Các trận đấu
Danh sách trận đấu đã được UEFA xác nhận vào ngày 26 tháng 7 năm 2015, một ngày sau bốc thăm. Thời gian là CET/CEST, như được liệt kê bởi UEFA (giờ địa phương trong dấu ngoặc đơn).
| Belarus | 0–0                             | Pháp |
| ------- | ------------------------------- | ---- |
|         | Chi tiết (FIFA) Chi tiết (UEFA) |      |

| Bulgaria                                                     | 4–3                             | Luxembourg                         |
| ------------------------------------------------------------ | ------------------------------- | ---------------------------------- |
| - Rangelov 16' - Marcelinho 65' - I. Popov 79' - Tonev 90+2' | Chi tiết (FIFA) Chi tiết (UEFA) | - Joachim 60', 62' - Bohnert 90+1' |

| Thụy Điển  | 1–1                             | Hà Lan         |
| ---------- | ------------------------------- | -------------- |
| - Berg 43' | Chi tiết (FIFA) Chi tiết (UEFA) | - Sneijder 67' |

| Pháp                                           | 4–1                             | Bulgaria                    |
| ---------------------------------------------- | ------------------------------- | --------------------------- |
| - Gameiro 23', 59' - Payet 26' - Griezmann 38' | Chi tiết (FIFA) Chi tiết (UEFA) | - M. Aleksandrov 6' (ph.đ.) |

| Luxembourg | 0–1                             | Thụy Điển    |
| ---------- | ------------------------------- | ------------ |
|            | Chi tiết (FIFA) Chi tiết (UEFA) | - Lustig 58' |

| Hà Lan                                         | 4–1                             | Belarus    |
| ---------------------------------------------- | ------------------------------- | ---------- |
| - Promes 15', 31' - Klaassen 56' - Janssen 64' | Chi tiết (FIFA) Chi tiết (UEFA) | - Rios 47' |

| Belarus        | 1–1                             | Luxembourg    |
| -------------- | ------------------------------- | ------------- |
| - Savitski 80' | Chi tiết (FIFA) Chi tiết (UEFA) | - Joachim 85' |

| Hà Lan | 0–1                             | Pháp        |
| ------ | ------------------------------- | ----------- |
|        | Chi tiết (FIFA) Chi tiết (UEFA) | - Pogba 30' |

| Thụy Điển                                     | 3–0                             | Bulgaria |
| --------------------------------------------- | ------------------------------- | -------- |
| - Toivonen 39' - Hiljemark 45' - Lindelöf 58' | Chi tiết (FIFA) Chi tiết (UEFA) |          |

| Pháp                    | 2–1                             | Thụy Điển      |
| ----------------------- | ------------------------------- | -------------- |
| - Pogba 58' - Payet 65' | Chi tiết (FIFA) Chi tiết (UEFA) | - Forsberg 55' |

| Bulgaria       | 1–0                             | Belarus |
| -------------- | ------------------------------- | ------- |
| - I. Popov 10' | Chi tiết (FIFA) Chi tiết (UEFA) |         |

| Luxembourg           | 1–3                             | Hà Lan                        |
| -------------------- | ------------------------------- | ----------------------------- |
| - Chanot 44' (ph.đ.) | Chi tiết (FIFA) Chi tiết (UEFA) | - Robben 36' - Depay 58', 84' |

| Thụy Điển                                                 | 4–0                             | Belarus |
| --------------------------------------------------------- | ------------------------------- | ------- |
| - Forsberg 19' (ph.đ.), 49' - Berg 57' - Kiese Thelin 78' | Chi tiết (FIFA) Chi tiết (UEFA) |         |

| Bulgaria        | 2–0                             | Hà Lan |
| --------------- | ------------------------------- | ------ |
| - Delev 5', 20' | Chi tiết (FIFA) Chi tiết (UEFA) |        |

| Luxembourg            | 1–3                             | Pháp                                      |
| --------------------- | ------------------------------- | ----------------------------------------- |
| - Joachim 34' (ph.đ.) | Chi tiết (FIFA) Chi tiết (UEFA) | - Giroud 28', 77' - Griezmann 37' (ph.đ.) |

| Belarus                              | 2–1                             | Bulgaria           |
| ------------------------------------ | ------------------------------- | ------------------ |
| - Sivakow 33' (ph.đ.) - Savitski 80' | Chi tiết (FIFA) Chi tiết (UEFA) | - Kostadinov 90+1' |

| Hà Lan                                                                         | 5–0                             | Luxembourg |
| ------------------------------------------------------------------------------ | ------------------------------- | ---------- |
| - Robben 21' - Sneijder 34' - Wijnaldum 62' - Promes 70' - Janssen 84' (ph.đ.) | Chi tiết (FIFA) Chi tiết (UEFA) |            |

| Thụy Điển                     | 2–1                             | Pháp         |
| ----------------------------- | ------------------------------- | ------------ |
| - Durmaz 43' - Toivonen 90+4' | Chi tiết (FIFA) Chi tiết (UEFA) | - Giroud 37' |

| Bulgaria                                     | 3–2                             | Thụy Điển               |
| -------------------------------------------- | ------------------------------- | ----------------------- |
| - Manolev 12' - Kostadinov 33' - Chochev 79' | Chi tiết (FIFA) Chi tiết (UEFA) | - Lustig 29' - Berg 44' |

| Pháp                                            | 4–0                             | Hà Lan |
| ----------------------------------------------- | ------------------------------- | ------ |
| - Griezmann 14' - Lemar 73', 88' - Mbappé 90+1' | Chi tiết (FIFA) Chi tiết (UEFA) |        |

| Luxembourg    | 1–0                             | Belarus |
| ------------- | ------------------------------- | ------- |
| - Da Mota 60' | Chi tiết (FIFA) Chi tiết (UEFA) |         |

| Belarus | 0–4                             | Thụy Điển                                                     |
| ------- | ------------------------------- | ------------------------------------------------------------- |
|         | Chi tiết (FIFA) Chi tiết (UEFA) | - Forsberg 18' - Nyman 24' - Berg 37' - Granqvist 84' (ph.đ.) |

| Hà Lan                         | 3–1                             | Bulgaria         |
| ------------------------------ | ------------------------------- | ---------------- |
| - Pröpper 7', 80' - Robben 67' | Chi tiết (FIFA) Chi tiết (UEFA) | - Kostadinov 69' |

| Pháp | 0–0                             | Luxembourg |
| ---- | ------------------------------- | ---------- |
|      | Chi tiết (FIFA) Chi tiết (UEFA) |            |

| Thụy Điển                                                                                  | 8–0                             | Luxembourg |
| ------------------------------------------------------------------------------------------ | ------------------------------- | ---------- |
| - Granqvist 10' (ph.đ.), 67' (ph.đ.) - Berg 18', 37', 54', 71' - Lustig 60' - Toivonen 76' | Chi tiết (FIFA) Chi tiết (UEFA) |            |

| Belarus        | 1–3                             | Hà Lan                                           |
| -------------- | ------------------------------- | ------------------------------------------------ |
| - Valadzko 55' | Chi tiết (FIFA) Chi tiết (UEFA) | - Pröpper 25' - Robben 84' (ph.đ.) - Depay 90+3' |

| Bulgaria | 0–1                             | Pháp         |
| -------- | ------------------------------- | ------------ |
|          | Chi tiết (FIFA) Chi tiết (UEFA) | - Matuidi 3' |

| Pháp                         | 2–1                             | Belarus    |
| ---------------------------- | ------------------------------- | ---------- |
| - Griezmann 27' - Giroud 33' | Chi tiết (FIFA) Chi tiết (UEFA) | Saroka 44' |

| Luxembourg  | 1–1                             | Bulgaria    |
| ----------- | ------------------------------- | ----------- |
| O. Thill 3' | Chi tiết (FIFA) Chi tiết (UEFA) | Chochev 68' |

| Hà Lan                  | 2–0                             | Thụy Điển |
| ----------------------- | ------------------------------- | --------- |
| Robben 16' (ph.đ.), 40' | Chi tiết (FIFA) Chi tiết (UEFA) |           |

## Cầu thủ ghi bàn
Đã có 93 bàn thắng ghi được trong 30 trận đấu, trung bình là 3.1 bàn cho mỗi trận đấu.
8 bàn
- Marcus Berg

5 bàn
- Arjen Robben

4 bàn
- Olivier Giroud
- Antoine Griezmann
- Aurélien Joachim
- Emil Forsberg

3 bàn
- Georgi Kostadinov
- Memphis Depay
- Quincy Promes
- Davy Pröpper
- Andreas Granqvist
- Mikael Lustig
- Ola Toivonen

2 bàn
- Pavel Savitski
- Ivaylo Chochev
- Spas Delev
- Ivelin Popov
- Kévin Gameiro
- Thomas Lemar
- Dimitri Payet
- Paul Pogba
- Vincent Janssen
- Wesley Sneijder

1 bàn
- Alexei Rios
- Anton Saroka
- Mikhail Sivakow
- Maksim Valadzko
- Mihail Aleksandrov
- Stanislav Manolev
- Marcelinho
- Dimitar Rangelov
- Aleksandar Tonev
- Blaise Matuidi
- Kylian Mbappé
- Florian Bohnert
- Maxime Chanot
- Daniel da Mota
- Olivier Thill
- Davy Klaassen
- Georginio Wijnaldum
- Jimmy Durmaz
- Oscar Hiljemark
- Isaac Kiese Thelin
- Victor Lindelöf
- Christoffer Nyman

## Thẻ phạt
| Cầu thủ                     | Đội tuyển  | Thẻ phạt                                                                | Bị đình chỉ cho trận đấu            |
| --------------------------- | ---------- | ----------------------------------------------------------------------- | ----------------------------------- |
| Kevin Malget                | Luxembourg | v Thụy Điển (7 tháng 10 năm 2016)                                       | v Belarus (10 tháng 10 năm 2016)    |
| Dirk Carlson                | Luxembourg | v Belarus (10 tháng 10 năm 2016)                                        | v Hà Lan (13 tháng 11 năm 2016)     |
| Kevin Strootman             | Hà Lan     | v Thụy Điển (6 tháng 9 năm 2016) · v Pháp (10 tháng 10 năm 2016)        | v Luxembourg (13 tháng 11 năm 2016) |
| Paul Pogba                  | Pháp       | v Hà Lan (10 tháng 10 năm 2016) · v Thụy Điển (11 tháng 11 năm 2016)    | v Luxembourg (25 tháng 3 năm 2017)  |
| Alexander Hleb              | Belarus    | v Bulgaria (13 tháng 11 năm 2016)                                       | v Thụy Điển (25 tháng 3 năm 2017)   |
| Aleksandar Aleksandrov      | Bulgaria   | v Thụy Điển (10 tháng 10 năm 2016) · v Belarus (13 tháng 11 năm 2016)   | v Hà Lan (25 tháng 3 năm 2017)      |
| Alyaksandr Martynovich      | Belarus    | v Luxembourg (10 tháng 10 năm 2016) · v Thụy Điển (25 tháng 3 năm 2017) | v Bulgaria (9 tháng 6 năm 2017)     |
| Daniel da Mota              | Luxembourg | v Thụy Điển (7 tháng 10 năm 2016) · v Pháp (25 tháng 3 năm 2017)        | v Hà Lan (9 tháng 6 năm 2017)       |
| Aurélien Joachim            | Luxembourg | v Belarus (10 tháng 10 năm 2016) · v Pháp (25 tháng 3 năm 2017)         | v Hà Lan (9 tháng 6 năm 2017)       |
| Chris Philipps              | Luxembourg | v Thụy Điển (7 tháng 10 năm 2016) · v Pháp (25 tháng 3 năm 2017)        | v Hà Lan (9 tháng 6 năm 2017)       |
| Svetoslav Dyakov            | Bulgaria   | v Belarus (13 tháng 11 năm 2016) · v Belarus (9 tháng 6 năm 2017)       | v Thụy Điển (31 tháng 8 năm 2017)   |
| Kevin Malget                | Luxembourg | v Thụy Điển (7 tháng 10 năm 2016) · v Hà Lan (9 tháng 6 năm 2017)       | v Belarus (31 tháng 8 năm 2017)     |
| Christopher Martins Pereira | Luxembourg | v Bulgaria (6 tháng 9 năm 2016) · v Hà Lan (9 tháng 6 năm 2017)         | v Belarus (31 tháng 8 năm 2017)     |
| Bozhidar Chorbadzhiyski     | Bulgaria   | v Belarus (9 tháng 6 năm 2017) · v Thụy Điển (31 tháng 8 năm 2017)      | v Hà Lan (3 tháng 9 năm 2017)       |
| Kevin Strootman             | Hà Lan     | v Pháp (31 tháng 8 năm 2017)                                            | v Bulgaria (3 tháng 9 năm 2017)     |
| Ola Toivonen                | Thụy Điển  | v Luxembourg (7 tháng 10 năm 2016) · v Bulgaria (31 tháng 8 năm 2017)   | v Belarus (3 tháng 9 năm 2017)      |
| Egor Filipenko              | Belarus    | v Bulgaria (9 tháng 6 năm 2017) · v Thụy Điển (3 tháng 9 năm 2017)      | v Hà Lan (7 tháng 10 năm 2017)      |
| Nikita Korzun               | Belarus    | v Luxembourg (10 tháng 10 năm 2016) · v Thụy Điển (3 tháng 9 năm 2017)  | v Hà Lan (7 tháng 10 năm 2017)      |
| Ivaylo Chochev              | Bulgaria   | v Thụy Điển (31 tháng 8 năm 2017) · v Hà Lan (3 tháng 9 năm 2017)       | v Pháp (7 tháng 10 năm 2017)        |
| Ivelin Popov                | Bulgaria   | v Luxembourg (6 tháng 9 năm 2016) · v Hà Lan (3 tháng 9 năm 2017)       | v Pháp (7 tháng 10 năm 2017)        |
| Christoffer Nyman           | Thụy Điển  | v Hà Lan (6 tháng 9 năm 2016) · v Belarus (3 tháng 9 năm 2017)          | v Luxembourg (7 tháng 10 năm 2017)  |
| Paul Pogba                  | Pháp       | v Thụy Điển (9 tháng 6 năm 2017) · v Luxembourg (3 tháng 9 năm 2017)    | v Bulgaria (7 tháng 10 năm 2017)    |
| Laurent Jans                | Luxembourg | v Hà Lan (9 tháng 6 năm 2017) · v Pháp (3 tháng 9 năm 2017)             | v Thụy Điển (7 tháng 10 năm 2017)   |
| Syarhey Balanovich          | Belarus    | v Luxembourg (31 tháng 8 năm 2017) · v Hà Lan (7 tháng 10 năm 2017)     | v Pháp (10 tháng 10 năm 2017)       |
| Alexei Rios                 | Belarus    | v Hà Lan (7 tháng 10 năm 2016) · v Hà Lan (7 tháng 10 năm 2017)         | v Pháp (10 tháng 10 năm 2017)       |
| Mikalay Signevich           | Belarus    | v Luxembourg (10 tháng 10 năm 2016) · v Hà Lan (7 tháng 10 năm 2017)    | v Pháp (10 tháng 10 năm 2017)       |
| Georgi Kostadinov           | Bulgaria   | v Thụy Điển (31 tháng 8 năm 2017) · v Pháp (7 tháng 10 năm 2017)        | v Luxembourg (10 tháng 10 năm 2017) |